# 菊池則隆

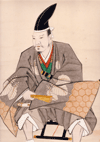
菊池則隆

菊池 則隆（きくち のりたか、生没年不詳）は、平安時代後期の人物。藤原 則隆とも記される。藤原政則の子。一説には中納言・藤原隆家の孫とされる。菊池氏の祖。

## 人物
寛仁3年（1019年）の刀伊の入寇において大宰権帥として戦功のあった隆家の孫である則隆が肥後国に下向して土着し、藤原姓（藤原北家）を自称したとされ、各種系図上もこれに沿った内容となっている。